# Kauffman Stadium
El Kauffman Stadium, sovint anomenat "The K" i anteriorment conegut com a Royals Stadium, és un estadi de beisbol amb seu a Kansas City, Missouri, on juguen com a locals els Kansas City Royals, una franquícia de la Major League Baseball (MLB). Juntament amb l'Arrowhead Stadium, seu dels Kansas City Chiefs de la National Football League, formen part del Truman Sports Complex. Des del 2 de juliol de 1993, el lloc ha estat conegut com el Kauffman Stadium en honor del propietari fundador dels Royals, Ewing Kauffman.
El Kauffman Stadium va ser construït específicament per al beisbol en una època on la construcció dels estadis multiusos era molt comú. Es considera sovint juntament amb el Dodger Stadium de Los Angeles com un dels millors exemples del disseny de l'estadi modernista.
En l'actualitat és l'únic estadi de beisbol de la Lliga Americana que porta el nom d'una persona, Ewing Kauffman. També és un dels deu estadis de les Grans Lligues de Beisbol que no tenen un nom patrocinat per una companyia; els altres són el Marlins Park, Turner Field, Yankee Stadium, Fenway Park, Wrigley Field, Oriole Park at Camden Yards, Dodger Stadium, Angel Stadium of Anaheim, i Nationals Park (Kauffman, Wrigley, i Turner s'anomenen així per als individus i no per les corporacions que posseïen). L'estadi té 43 anys el 2016, la qual cosa ho converteix en el sisè estadi més antic de les Grans Lligues. Recentment es va sotmetre a una renovació de $ 250 milions, que es va iniciar després de la temporada de 2007 i es va acabar al juliol de 2009.
Els Jocs de les Estrelles de les Grans Lligues de 1973 i 2012 es van dur a terme en el Kauffman Stadium.